# Abson
Abson – wieś w Anglii, w hrabstwie ceremonialnym Gloucestershire, w dystrykcie (unitary authority) South Gloucestershire. Leży 47 km na południe od miasta Gloucester i 161 km na zachód od Londynu.